# Episymploce juxtafalcifera
Episymploce juxtafalcifera är en kackerlacksart som först beskrevs av Roth, L. M. 1984.  Episymploce juxtafalcifera ingår i släktet Episymploce och familjen småkackerlackor. Inga underarter finns listade i Catalogue of Life.